# Революция в военном деле
Военная революция, или революция в военном деле, — радикальное изменение в государственном управлении в связи со значительными изменениями в стратегии и тактике военного дела.
Эту концепцию предложил Майкл Робертс в 1950-х годах. Изучая Швецию 1560—1660-х годов, он занялся поиском основополагающих изменений в европейском методе ведения войн, которые были вызваны внедрением огнестрельного оружия. М. Робертс связал военные технологии со значительно более обширными историческими последствиями. По его мнению, инновации в тактике, обучении войск и в военной доктрине, осуществленные голландцами и шведами в 1560—1660-х годах, увеличили эффективность огнестрельного оружия и создали необходимость в лучше тренированных войсках и, стало быть, в постоянных армиях. Эти изменения, в свою очередь, имели значительные политические последствия: необходим был иной уровень администрирования для поддержки и снабжения армии средствами, людьми и провиантом; кроме того, необходимы были финансы и создание новых управляющих институтов. «Так, — объясняет Робертс, — современное военное искусство сделало возможным — и необходимым — создание современного государства».
Концепцию развил Джеффри Паркер, прибавив к уже имевшимся проявлениям военной революции артиллерийские форты, способные противостоять новой осадной артиллерии, рост испанской армии и такие военно-морские инновации, как линейные корабли, дающие бортовой залп. Дж. Паркер также подчеркнул общемировое значение этого явления, связав военную революцию в Европе с восхождением Запада к мировому господству. Некоторые историки (среди них Майкл Даффи) нашли эту концепцию преувеличенной и вводящей в заблуждение.

## Происхождение концепции
Концепцию Военной революции впервые предложил М. Робертс в 1955 году. 21 января 1955 года он прочел лекцию в университете Квинс в Белфасте, которая позже была издана в качестве статьи «Военная революция 1560—1660 гг.». Она вызвала дебаты в исторических кругах, длившиеся в течение 50 лет, в которых концепция была оформлена. Хотя историки часто нападают на изыскания Робертса, они обычно соглашаются с его основным выводом, что европейское военное дело в корне изменилось в раннее Новое время.

## Хронология
М. Робертс расположил свою военную революцию между 1560 и 1660 годами. По его мнению, в этот период была разработана линейная тактика, развивающая преимущества огнестрельного оружия. Как бы то ни было, эта хронология оспаривается многими учеными.
Эйтон и Прайс подчеркивают важность «пехотной революции», начавшейся в начале XIV века. Дэвид Илтис отмечает, что действительное изменение огнестрельного оружия и разработка военной доктрины, связанной с этим изменением, происходили в начале XVI века, а не в конце его, как определил М. Робертс.
Иные отстаивают более поздний период изменений в военном деле. Например, Джереми Блэк считает, что ключевым был период 1660—1710 годов. В эти года рост размеров европейских армий происходил в геометрической прогрессии. В то же время Клиффорд Роджерс разработал идею успешных военных революций в разные периоды времени: первая, «пехотная», — в XIV веке, вторая, «артиллерийская», — в XV веке, третья, «фортификационная», в XVI веке, четвёртая, «огнестрельная» — в 1580—1630-е года, и, наконец, пятая, связанная с ростом европейских армий, — между 1650 и 1715 годом. Аналогично Дж. Паркер растянул период военной революции с 1450 до 1800 год. В этот период, по его мнению, европейцы достигли превосходства над остальным миром. Неудивительно, что некоторые ученые подвергают сомнению революционный характер изменений, протянувшихся на четыре столетия. К. Роджерс предложил сравнивать военную революцию с теорией прерывистого равновесия, то есть он предположил, что за короткими прорывами в военной сфере следовали более продолжительные периоды относительной стагнации.

## Тактика

### Линейная тактика
Неглубокие построения идеально подходят для защиты, но они слишком неповоротливы для атакующих действий. Чем длиннее фронт, тем сложнее соблюдать строй и избегать разрывов, осуществлять манёвр, особенно поворот. Шведский король Густав II Адольф хорошо понял, что штурмовые колонны, вроде тех, что использовал фельдмаршал Священной Римской империи граф Иоганн Церклас фон Тилли являются более быстрыми и поворотливыми. Шведский король использовал их, когда это требовалось, например, в битве при Альте Весте. В итоге, армии стали использовать более тонкие построения, но при медленных эволюциях и примеряясь к тактическим соображениям. Огнестрельное оружие ещё не было столь эффективным, чтобы единолично властвовать над расположением войск, другие соображения также брались во внимание: например, опыт частей, обозначенная цель, местность и т. д. Дискуссия насчет линии и колонны шла весь XVIII век вплоть до наполеоновских времен и сопровождалась некоторым уклоном в сторону глубоких колонн поздних кампаний Наполеоновских войн.
По иронии, снижение глубины кавалерийских построений оказалось более стойким изменением, которое провел Густав Адольф. В сочетании с меньшим упором на пистолетный огонь, эта мера вылилась в предпочтение огню схватки с использованием холодного оружия, что было прямой противоположностью тенденции, которую отстаивал М. Робертс.

### Trace Italienne
Концепция линейной тактики М. Робертса подверглась критике со стороны Дж. Паркера, который задал вопрос, почему казалось бы устаревшие испанские терции разбили шведов в битве при Нёрдлингене.
Вместо линейной тактики Дж. Паркер предложил в качестве ключевого технологического элемента появление бастионной системы укреплений (или применение оборонительного обвода итальянского образца — фр. Trace italienne — при возведении укреплений) в Европе раннего Нового времени. В соответствии с этой точкой зрения, результатом сложности взятия таких укреплений стало глубокое изменение в стратегии. "Войны превратились в серии затяжных осад, — говорит Дж. Паркер, — а битвы в открытом поле стали редкостью в регионах, где у крепостей был trace italienne. В высшей степени, — продолжает он, — «военная география», иными словами, существование или отсутствие trace italienne в данной области, ограничивала стратегию в раннее Новое время и вела к созданию больших по численности армий, необходимых для осады новых укреплений и для составления их гарнизонов. Таким образом, Дж. Паркер устанавливал зарождение военной революции в начале XVI века. Он также придал ей новое значение, не только как фактор роста государства, но и главный, вместе с «морской революцией», фактор подъёма Запада по сравнению с другими цивилизациями.
Эта модель была подвергнута критике. Джереми Блэк отметил, что развитие государства позволило рост размера армий, а не наоборот, и обвинил Дж. Паркера в «технологическом детерминизме». В дальнейшем подсчеты, представленные Дж. Паркером, чтобы отстоять свою идею о росте армий, были жестко раскритикованы Д. Илтисом за недостаточную последовательность, а Дэвид Пэррот доказал, что эпоха trace italienne не дает значительного роста в размере французских войск и что в поздний период Тридцатилетней войны наблюдается рост доли кавалерии в армиях, который, в противоположность тезису Дж. Паркера о превалировании осадной войны, показывает снижение её значимости.

### Пехотная революция и закат кавалерии
Некоторые медиевисты выработали идею пехотной революции, произошедшей в начале XIV века, когда в некоторых известных битвах, например, в битве при Куртре, битве при Бэннокберне, битве при Кефиссе, тяжелая конница была разбита пехотой. Как бы то ни было, следует отметить, что во всех этих битвах пехота была окопана или расположена на пересеченной местности, не подходящей для конницы. То же можно сказать и о других битвах XIV и XV века, в которых конница была побеждена. В действительности, пехота торжествовала победу и раньше в подобных ситуациях, например в битве при Леньяно в 1176 году, но на открытой местности пехоте следовало готовиться к худшему, как показали, например, битва при Пате и битва при Форминьи, в которых превозносимые английские лучники были легко разбиты. Несмотря на это, опыт битв, вроде Куртре и Бэннокберна, показал, что миф о непобедимости рыцарей исчез, что само по себе было важным для трансформации военного дела Средних веков.
Более существенным было «возвращение тяжелой пехоты» как оно было названо историком Кэри. Пикинёры могли, в отличие от других пехотинцев, выстоять на открытой местности против тяжелой конницы. Требуя муштры и дисциплины, такая пехота не предъявляла таких требований к индивидуальной подготовке, в отличие от лучников и рыцарей. Переход от тяжело вооруженного рыцаря к пешему солдату позволило расширить размеры армий в конце XV века, так как пехота могла обучаться быстрее и могла быть нанята в больших количествах. Но это изменение шло медленно.
Окончательное развитие в XV веке пластинчатого доспеха и для всадника, и для лошади, сопряженное с использованием упора, который мог поддерживать более тяжелое копье, гарантировало, что тяжелый всадник останется грозным воином. Без конницы армия XV века едва ли могла достигнуть решительной победы на поле битвы. Исход битвы мог быть решен лучниками или пикинёрами, но перерезать пути отступления или преследовать могла только конница. В XVI веке появилась более легкая, не столь дорогая, но более профессиональная конница. Из-за этого доля конницы в армии продолжала расти, так что во время последних битв Тридцатилетней войны кавалерия превосходила по числу пехоту как никогда со времен классического Средневековья.
Другим изменением, произошедшим в XV веке, было улучшение осадной артиллерии, которое сделало старые укрепления очень уязвимыми. Но превосходство нападающей стороны в осадной войне не длилось очень долго. Как отметил Филипп Контамин, как и на любой диалектический процесс любой эпохи, на прогресс в искусстве осады был найден ответ в виде прогресса в искусстве фортификации и, наоборот. Завоевание Карлом VIII Италии в 1494 году продемонстрировало мощь осадной артиллерии, но в этом регионе в первые годы XVI века стали появляться укрепления, которые специально были разработаны, чтобы противостоять артиллерийскому огню. Весь эффект от «артиллерийской революции» XV века был сведен на нет достаточно скоро развитием бастионной системы или trace italienne. Но военное превосходство, которое давал мощный осадный парк, выразилось в немалое усиление королевской власти, которое мы наблюдаем в некоторых европейских странах в конце XV века.

## Размер армий
Рост размера армий и его влияние на развитие современных государств — важный пункт в теории военной революции. Существуют несколько источников для изучения размеров армий в различные эпохи.

### Административные источники
По своей природе они наиболее объективные источники из всех доступных. Со времен Наполеоновских войн европейские командующие имели в своем распоряжении доклады о численности своих подразделений. Эти доклады являются главным источником для исследования конфликтов XIX и XX веков. Хотя они и не лишены недостатков: различные армии учитывают наличествующую силу разными путями, и, в некоторых случаях, доклады выправляются командующими офицерами с тем, чтобы они выглядели привлекательно для начальства.
Другими источниками являются списки личного состава, непериодические доклады о личном составе под ружьём. Списки личного состава — главный источник для армий до XIX века, но по своей природе им не хватает целостности и они не учитывают выбывших надолго по болезни. Несмотря на это они остаются самыми надёжными источниками для данного периода и предоставляют общую картину о силах армии.
В-третьих, платёжные списки представляют другой свод информации. Они особенно полезны для изучения затрат на армию, но они не столь надежны, как списки личного состава, так как они все лишь показывают платежи, а не реальных солдат под ружьем. До XIX века «мертвые души», люди, внесенные офицерами в список с тем, чтобы получить жалование за них, были частым явлением.
Наконец, «ордеры баталии», списки подразделений без обозначения численности, очень важны для XVI—XVIII веков. До этого периода армиям не хватало организационных возможностей, чтобы установить постоянные соединения, потому ордер баталии обычно состоял из перечисления командующих и подчиненных им войск. Исключение из времен Античности составляет римская армия, которая с раннего своего периода выработала значительную военную организацию.
Ордер баталии не может считаться надежным источником, так как подразделения в ходе кампании, или даже в мирный период, редко, если вообще когда-либо, достигали заявленной численности.

### Нарративные источники
Современные историки используют множество административных источников, доступных сейчас, однако в прошлом было не так. Древние авторы слишком часто дают числа, не называя источников, и существует очень малое число случаев, когда мы можем быть уверены, что они использовали административные источники. Это особенно актуально, когда речь идет о неприятельских армиях, когда доступ к административным ресурсам был в любом случае проблематичным. Кроме того, существуют ряд дополнительных проблем, когда мы рассматриваем труды древних авторов. Они могут быть очень пристрастны в своих сообщениях, и раздувание числа врагов всегда был одним из излюбленных пропагандистских приемов. Даже давая взвешенный рассказ, многие историки, не обладая военным опытом, испытывают недостаток в техническом суждении для правильной оценки и критики своих источников. С другой стороны, они имели доступ к рассказам из первых уст, что может быть очень интересно, впрочем в области цифр, все же, редко когда точно.
Историки рассматривают древние нарративные источники как очень ненадежные в области цифр, так что невозможно извлечь из них пользу, как из административных. Сравнения между новым временем и древностью потому очень проблематично.

### Размер всей армии
Четкая разница должна быть установлена между всей армией то есть всеми военными силами данного политического целого, и полевой армией, тактическими единицами способными двигаться как единая сила в течение кампании. Рост всей армии рассматривается некоторыми исследователями как ключевой показатель Военной революции. Существуют два основных тезиса на сей счет: либо он рассматривается как последствие экономического и демографического роста XVII—XVIII веков, либо — как главная причина роста бюрократизации и централизации современного государства в тот же период.
Однако некоторые несогласные с главным тезисом оспаривают эти взгляды. Например, И. А. А. Томпсон отметил, как рост испанской армии в XVI—XVII веках внес вклад скорее в экономический коллапс Испании и привел к ослаблению центрального правительства в противовес региональному сепаратизму. В то же время Саймон Адамс поставил под сомнение сам рост в первую половину XVII века. Рост заметен во второй половине XVII века, когда государства приняли на себя рекрутирование и вооружение свои армий, отказавшись от системы комиссионерства, превалирующего до конца Тридцатилетней войны. Организация системы местной и провинциальной милиции в это время в ряде стран (и растущее значение местной аристократии, так называемая «рефеодализация армий», особенно в Восточной Европе) внесла вклад в расширение базы людских ресурсов национальных армий, несмотря на то, что зарубежные наемники по-прежнему составляли значимый процент во всех европейских армиях.

### Размер полевых армий
Размер полевых армий на протяжении всей истории диктовался стеснениями, связанными со снабжением, прежде всего, со снабжением провизией. До середины XVII века армии в основном выживали за счёт местных ресурсов — покупки провианта у местных торговцев или разграбления территории, на которой они находились. Соответственно, они не имели линий коммуникаций. Армии в это время продвигались с учётом потребностей в снабжении, и это часто влияло на движение войск. Несмотря на то, что некоторые регионы с хорошими коммуникациями могли снабжать большие армии в течение более длительного срока, все равно им приходилось рассредотачиваться, когда они покидали эти районы с хорошей базой снабжения. Максимальный размер полевых армий оставался в районе 50 тысяч и ниже на протяжении всего периода. Сообщения о численности выше этого числа всегда исходят из ненадежных источников и должны приниматься со скепсисом.
Во второй половине XVII века ситуация серьёзно изменилась. Армии стали снабжаться через сеть складов, соединённых линиями снабжения, что существенно увеличило размер полевых армий. В XVIII — начале XIX веков, до появления железных дорог, размер полевых армий достиг числа, превышающего 100 тысяч.

## Заключение
Детерминистская теория военной революции, основанной на технологии, дала дорогу моделям, базирующимся больше на медленной эволюции, в которой технологический прогресс играет меньшую роль в сравнении с организационными, управленческими, логистическими и общими нематериальными улучшениями. Революционная природа этих изменений стала явной после длительной эволюции, которая дала Европе господствующее положение в мировом военном деле, которое в дальнейшем будет подтверждено промышленной революцией.